# Phạm tội
Phạm tội là một hoặc nhiều các hành vi phạm tội và có tội phạm trong khoảng không gian và thời kỳ đặc định tổng hòa với nhau. Phạm tội phân liệt về một quá trình tội ác đã được đối chiếu trong luật pháp, tương phản với sự tái phát.

### Liên tiếp ngoại bộ
- Các phương diện mới của tội phạm thanh thiếu niên. Lưu trữ ngày 29 tháng 12 năm 2005 tại Wayback Machine
- Cơ quan nghiên cứu cơ cấu xã hội học về các tội phạm và các tổ chức hình sự
- Trang web cá nhân của nhà xã hội học Laurent Mucchielli
- Đài quan sát quốc lập về tội phạm (Pháp)[liên kết hỏng]